# Adam Ołdakowski
Adam Ołdakowski (ur. 25 grudnia 1955 w Giżycku) – polski polityk, inżynier rolnik, działacz związkowy, poseł na Sejm IV, V, VIII i IX kadencji.

## Życiorys

### Wykształcenie i praca zawodowa
W 1982 ukończył studia na Akademii Rolniczo-Technicznej w Olsztynie. W latach 1984–1986 pracował w PGR we wsi Tolko. Od 1987 prowadzi 600-hektarowe gospodarstwo rolne w Witkach pod Bartoszycami. Był też właścicielem Zakładu Usług Rolniczych. Od 1995 pełnił funkcję prezesa Rejonowego Związku Plantatorów Buraka Cukrowego. Od 1998 do 2000 zasiadał w radzie społecznej Kasy Chorych w województwie warmińsko-mazurskim. W 1998 został wiceprzewodniczącym wojewódzkich struktur Związku Zawodowego Rolnictwa „Samoobrona”.
W 2010 został pełnomocnikiem Europejskiego Centrum Wsparcia Społecznego Helper w Olsztynie. Wszedł w skład Powiatowej Rady Zatrudnienia w Bartoszycach. Został odznaczony odznaką „Zasłużony dla Warmii i Mazur”.

### Działalność polityczna
W 1988 wstąpił do Zjednoczonego Stronnictwa Ludowego, a od 1990 do 1998 należał do Polskiego Stronnictwa Ludowego. W latach 1994–1998 był radnym i członkiem zarządu gminy Bartoszyce. W wyborach samorządowych w 1998 bezskutecznie ubiegał się o mandat radnego województwa z listy Przymierza Społecznego. W 2000 wstąpił do Samoobrony RP. Stanął na czele struktur powiatowych partii i wszedł w skład jej rady krajowej.
W wyborach parlamentarnych w 2001 liczbą 10 124 uzyskał głosów mandat poselski na Sejm IV kadencji jako kandydat tej partii z okręgu elbląskiego.
Prokurator Prokuratury Rejonowej w Olsztynie oskarżył go udział w nielegalnej okupacji Urzędu Wojewódzkiego. Postępowanie karne w tej sprawie zostało w 2002 warunkowo umorzone przez sąd rejonowy w Olsztynie.
W wyborach w 2005 po raz drugi został posłem liczbą 7488 głosów. Zasiadał w Komisji Obrony Narodowej, Komisji Ochrony Środowiska, Zasobów Naturalnych i Leśnictwa i Komisji Polityki Społecznej. Od lipca do listopada 2007 był członkiem Rady Służby Publicznej.
W przedterminowych wyborach parlamentarnych w 2007 bezskutecznie ubiegał się o reelekcję (otrzymał 2485 głosów). W 2008 został przewodniczącym struktur Samoobrony RP w województwie warmińsko-mazurskim oraz przewodniczącym Związku Zawodowego Rolnictwa „Samoobrona” w regionie. Funkcje te pełnił do 2009, kiedy wystąpił z partii.
W wyborach samorządowych w 2010, kandydując jako bezpartyjny kandydat na wójta gminy Bartoszyce, otrzymał 30,64% głosów i przeszedł do II tury wyborów, w której przegrał, uzyskując 46,67% poparcia. Uzyskał w tym samym roku mandat radnego powiatu bartoszyckiego z listy Komitetu Wyborczego Wyborców „Odrodzenie”.
W wyborach parlamentarnych w 2011 bez powodzenia kandydował do Sejmu jako kandydat bezpartyjny z listy Prawa i Sprawiedliwości (otrzymał 3487 głosów). W 2014 z ramienia tej partii został wybrany do sejmiku warmińsko-mazurskiego. W 2015 jako członek PiS uzyskał mandat posła VIII kadencji, otrzymując 4983 głosy. W wyborach w 2019 nie został ponownie wybrany, jednak w maju 2021 objął mandat poselski zwolniony po śmierci Jerzego Wilka. W wyborach w 2023 bezskutecznie ubiegał się o reelekcję. W 2024 ponownie wybrany do rady powiatu.

## Życie prywatne
Jest synem Tadeusza i Zofii Ołdakowskich. Jest żonaty, ma troje dzieci. Jest kuzynem Jana Ołdakowskiego.